# Azeri labdarúgókupa
Az azeri labdarúgókupa vagy azeri kupa (hivatalos nevén Azərbaycan Kuboku) a legrangosabb nemzeti labdarúgókupa Azerbajdzsánban, amelyet először 1992-ben rendeztek meg. A legsikeresebb klub a Neftçi, amely eddig 6 alkalommal hódította el a trófeát.
Az azeri kupa az ország második legrangosabb labdarúgó versenykiírása, az azeri bajnokság után. A kupa győztese jogán Azerbajdzsán csapatot indíthat az Európa ligában.

## Rendszere
Az azeri első és a másodosztály csapatai vesznek részt a sorozatban.

## Eddigi győztesek

### A szovjet időkben
| - 1936: Stroitel Yuga Baku - 1937: Temp Baku - 1938: Temp Baku - 1939: Lokomotiv Baku - 1940: Dinamo Baku - 1941–46: Not Played - 1947: Pischevik Baku - 1948: Pischevik Baku - 1949: KKF Baku - 1950: Trudovye Rezervy Baku - 1951: Zavod im. S.M.Budennogo Baku - 1952: Zavod im. S.M.Budennogo Baku - 1953: Dinamo Baku - 1954: BODO Baku - 1955: Zavod im. S.M.Budennogo Baku - 1956: NPU Ordgonikidzeneft Baku - 1957: Mekhsul Tovuz - 1958: SK BO PVO Baku | - 1959: Neftyannik Cuba - 1960: ATZ Sumgait - 1961: NPU Ordgonikidzeneft Baku - 1962: MOIK Bakı - 1963: MOIK Bakı - 1964: Vostok Baku - 1965: Vostok Baku - 1966: Vostok Baku - 1967: Apsheron Baku - 1968: Politechnik Mingechaur - 1969: MOIK Bakı - 1970: MOIK Bakı - 1971: Suruhanez Salyany - 1972: Izolit Mingechaur - 1973: MOIK Bakı - 1974: MOIK Bakı - 1975: Suruhanez Baku - 1976: MOIK Bakı | - 1977: Suruhanez Baku - 1978: MOIK Bakı - 1979: Suruhanez Baku - 1980: Energetik Ali-Bayramly - 1981: Gandglik Baku - 1982: Gandglik Baku - 1983: FK Vilash Masalli - 1984: Konditer Gandja - 1985: Konditer Gandja - 1986: İnşaatçı Sabirabad - 1987: Xəzər Lənkəran FK - 1988: Araz Baku - 1989: Gandglik Baku - 1990: Qarabağ FK - 1991: İnşaatçı Bakı FK |

### A függetlenné válás után
| Szezon  | Győztes           | Eredmény    | Ezüstérmes          |
| ------- | ----------------- | ----------- | ------------------- |
| 1992    | İnşaatçı Bakı FK  | 2-1 hu      | FK Kur              |
| 1992-93 | Qarabağ FK        | 1-0 hu      | İnşaatçı Sabirabad  |
| 1993-94 | Gəncə PFK         | 2-0         | Xəzər Lənkəran FK   |
| 1994-95 | Neftçi            | 1-0         | FK Kur              |
| 1995-96 | Neftçi            | 3-0         | Qarabağ FK          |
| 1996-97 | Gəncə PFK         | 1-0         | Xəzri Buzovna FK    |
| 1997-98 | Gəncə PFK         | 2-0         | Qarabağ FK          |
| 1998-99 | Neftçi            | 0-0 t (5-4) | Şəmkir FK           |
| 1999-00 | Gəncə PFK         | 2-1         | Qarabağ FK          |
| 2000-01 | Şəfa Bakı FK      | 2-1         | Neftçi              |
| 2001-02 | Neftçi            | elmaradt    | Şəmkir FK           |
| 2002-03 |                   | elmaradt    |                     |
| 2003-04 | Neftçi            | 1-0         | Şəmkir FK           |
| 2004-05 | Bakı FK           | 2-1 hu      | İnter Bakı PİK      |
| 2005-06 | Qarabağ FK        | 2-1         | Karvan İK           |
| 2006-07 | Xəzər Lənkəran FK | 1-0         | Mil-Muğan İmişli FK |
| 2007-08 | Xəzər Lənkəran FK | 2-0 nv      | İnter Bakı PİK      |
| 2008-09 | Qarabağ FK        | 1-0         | İnter Bakı PİK      |
| 2009-10 | Bakı FK           | 2-1 hu      | Xəzər Lənkəran FK   |
| 2010-11 | Xəzər Lənkəran FK | 1-1 t (4-2) | İnter Bakı PİK      |
| 2011-12 | Bakı FK           | 2-0         | Neftçi              |
| 2012-13 | Neftçi            | 0-0 t (5-3) | Xəzər Lənkəran FK   |
| 2013-14 | Neftçi            | 1-1 t (3-2) | Qəbələ PFK          |
| 2014-15 | Qarabağ FK        | 3-1         | Neftçi              |

### Dicsőségtábla
| Klub                | Győztes | Ezüstérmes | Győztes évek                                         |
| ------------------- | ------- | ---------- | ---------------------------------------------------- |
| Neftçi              | 6       | 2          | 1994–95, 1995–96, 1998–99, 2003–04, 2012–13, 2013–14 |
| Gəncə PFK           | 4       | 0          | 1993–94, 1996–97, 1997–98, 1999–2000                 |
| Qarabağ FK          | 4       | 3          | 1993, 2005–06, 2008–09, 2014-2015                    |
| Xəzər Lənkəran FK   | 3       | 3          | 2006–07, 2007–08, 2010–11                            |
| Bakı FK             | 3       | 0          | 2004–05, 2009–10, 2011–12                            |
| İnşaatçı Bakı FK    | 1       | 0          | 1992                                                 |
| Şəfa Bakı FK        | 1       | 0          | 2000–01                                              |
| İnter Bakı PİK      | 0       | 4          | –                                                    |
| Şəmkir FK           | 0       | 3          | –                                                    |
| FK Kur              | 0       | 2          | –                                                    |
| Qəbələ PFK          | 0       | 1          | –                                                    |
| İnşaatçı Sabirabad  | 0       | 1          | –                                                    |
| Xəzri Buzovna FK    | 0       | 1          | –                                                    |
| Karvan İK           | 0       | 1          | –                                                    |
| Mil-Muğan İmişli FK | 0       | 1          | –                                                    |

## Lásd még
- Azeri labdarúgó-szuperkupa